# Nudaurelia
Nudaurelia is een geslacht van vlinders uit de familie nachtpauwogen (Saturniidae). De wetenschappelijke naam van het geslacht is voor het eerst geldig gepubliceerd in 1895 door Lionel Walter Rothschild.
De typesoort van het geslacht is Bombyx dione Fabricius, 1793

## Synoniemen
- Parabunaeopsis Bouvier, 1934

## Soorten
- N. aethiops Rothschild, 1907
- N. alopia (Westwood, 1849)
- N. allardi (Rougeot, 1971)
- N. amathusia Weymer, 1909
- N. anna (Maassen & Weymer, 1885)
- N. antelata Darge, 2003
- N. anthina (Karsch, 1892)
- N. anthinoides (Rougeot, 1978)
- N. bamendana (Schultze, 1914)
- N. belayneshae (Rougeot, 1978)
- N. benguelensis (Oberthür, 1921)
- N. bicolor Bouvier, 1930
- N. bouvieri (Le Moult, 1933)
- N. broschi Darge, 2002
- N. camerunensis Bouvier, 1930
- N. capdevillei (Rougeot, 1979)
- N. carnegiei Janse, 1918
- N. cleoris (Jordan, 1910)
- N. cytherea (Fabricius, 1775)
- N. dargei Bouyer, 2008
- N. dione (Fabricius, 1793)
- N. dionysiae Rougeot, 1948
- N. eblis (Strecker, 1878)
- N. emini (Butler, 1888)
- N. fasciata Gaede, 1927
- N. flammeola Darge, 2002
- N. formosissima Darge, 2009
- N. germaini Bouvier, 1926
- N. gschwandneri Rebel, 1917
- N. gueinzii (Staudinger, 1872)
- N. helena Kruck, 1939
- N. herbuloti Darge, 1992
- N. hurumai Darge, 2003
- N. jamesoni (Druce, 1890)

- N. jamesoni aethiops
- N. jamesoni rubricostalis 1892	)
- N. kiliensis Darge, 2009
- N. kilumilorum Darge, 2002
- N. kohlli Darge, 2009
- N. krucki Hering, 1930
- N. latifasciata Sonthonnax, 1901
- N. lucida (Rothschild, 1907)
- N. lutea Bouvier, 1930
- N. macrops Rebel, 1917
- N. macrothyris (Rothschild, 1906)
- N. maranguensis Darge, 2009
- N. mariae Bouyer, 2007
- N. melanops (Bouvier, 1930)
- N. mitfordi (Kirby, 1892)
- N. murphyi Darge, 1992
- N. myrtea Rebel, 1917
- N. nyassana (Rothschild, 1907)
- N. nyassana cleoris 1910	)
- N. perscitus Darge, 1992
- N. reducta (Rebel, 1917)
- N. renvazorum Darge, 2002
- N. rhodina (Rothschild, 1907)
- N. rubra Bouvier, 1927
- N. rubricostalis Kirby, 1892
- N. staudingeri (Aurivillius, 1893)
- N. staudingeri gabunica 1971	)
- N. ungemachti Bouvier, 1926
- N. venus Rebel, 1906
- N. wahlbergi (Boisduval, 1847)
- N. wahlbergina Rougeot, 1972
- N. xanthomma Rothschild, 1907
- N. xanthomma amathusia 1909	)

### Gesynonymiseerd
- Nudaurelia antigone Sonthonnax, 1901 = Nudaurelia alopia
- Nudaurelia ardesiaca (Rougeot, 1955) = Nudaurelia jamesoni
- Nudaurelia batesi (Bouvier, 1930) = Nudaurelia jamesoni aethiops
- Nudaurelia benguelensis (Oberthür, 1921) = Nudaurelia macrops
- Nudaurelia camerunensis (Bouvier, 1930) = Nudaurelia dione
- Nudaurelia flavescens Rothschild, 1895 = Nudaurelia dione
- Nudaurelia germaini (Bouvier, 1926) = Nudaurelia emini
- Nudaurelia gschwandneri (Rebel, 1917) = Nudaurelia emini
- Nudaurelia intermiscens Walker, 1869 = Nudaurelia alopia
- Nudaurelia latifasciata (Sonthonnax, 1901) = Nudaurelia emini
- Nudaurelia lutea (Bouvier, 1930) = Nudaurelia dione
- Nudaurelia michaelae Darge, 1975 = Nudaurelia anthina
- Nudaurelia murphyi (Darge, 1992) = Nudaurelia nyassana
- Nudaurelia obliqua Bouvier, 1930 = Nudaurelia alopia
- Nudaurelia orientalis (Rebel, 1917) = Nudaurelia gueinzii
- Nudaurelia orientalis Bouvier, 1936 = Nudaurelia ungemachti
- Nudaurelia oyemensis Rougeot, 1955 = Nudaurelia melanops
- Nudaurelia persephone Sonthonnax, 1901 = Nudaurelia anthina
- Nudaurelia petiveri Guérin-Méneville, 1875 = Nudaurelia dione
- Nudaurelia preussi Packard, 1901 = Nudaurelia anthina
- Nudaurelia reducta (Rebel, 1917) = Nudaurelia gueinzii
- Nudaurelia rhodophila Walker, 1869 = Nudaurelia alopia
- Nudaurelia simplicia (Maassen & Weymer, 1872) = Nudaurelia dione
- Nudaurelia sonthonnaxi Weymer, 1907 = Nudaurelia alopia
- Nudaurelia waterloti Bouvier, 1926 = Nudaurelia alopia
- Nudaurelia xanthofacis Stoneham, 1962 = Nudaurelia emini
- Nudaurelia zaodeae Rougeot, 1975 = Nudaurelia fasciata

### Niet meer in dit geslacht
- Nudaurelia mpalensis Sonthonnax, 1901 = Gonimbrasia rectilineata
- Nudaurelia rectilineata (Sonthonnax, 1899) = Gonimbrasia rectilineata
- Nudaurelia richelmanni Weymer, 1909 = Gonimbrasia rectilineata